# Гербург фон Бланкенбург
Гербург фон Бланкенбург (на немски: Gerburg von Blankenburg; † сл. 1322) е графиня от Бланкенбург в Харц и чрез женитба господарка на Шраплау и замък Ветин в Саксония-Анхалт.

## Произход
Тя е дъщеря на граф Хайнрих III фон Бланкенбург „Млади“ († 1330) и съпругата му София фон Хонщайн († 1322), дъщеря на граф Хайнрих III фон Хонщайн-Арнсберг-Зондерсхаузен († 1305) и Юта фон Равенсберг († 1305). Сестра е на Попо I граф фон Бланкенбург († сл. 1367), Хайнрих IV фон Бланкенбург († сл. 1334), домхер в Магдебург (1318 – 1334), домхер в Хилдесхайм (1321 – 1324), Зигфрид VII фон Бланкенбург († сл. 1322), и на Херман II фон Бланкенбург († 1364), домхер в Халберщат (1324 – 1349), архдякон във Видерщет (1341 – 1344), домхер в Оснабрюк (1341 – 1349).

## Фамилия
Гербург фон Бланкенбург се омъжва пр. 1321 г. за Бурхард IX 'Млади' фон Шраплау, господар на Ветин († сл. 1365), внук на Бурхард VI фон Кверфурт, бургграф на Магдебург, граф на Мансфелд († сл. 1254), и син на Бурхард II фон Шраплау-„Лапе“ († сл. 1303) и съпругата му фон Лобдебург-Арншаугк. Той е брат на Бурхард фон Шраплау, архиепископ на Магдебург (1307 – 1325), и на Гебхард фон Шрапелау, епископ на Мерзебург (1320 – 1340). Те имат четири деца:
- Бурхард фон Шраплау-Кверфурт (* пр. 1345; † сл. 1391), женен I. ок. 1335 г. за графиня Ода фон Щолберг († 1329/1334), II. пр. 1382 г. за принцеса Агнес фон Анхалт-Цербст († 1381)
- Протце фон Шраплау (* 1334; † сл. 3 април 1395), домхер в Мерзебург и Магдебург (1357), архидякон (1368), елекцтус (1385–1386), домпропст в Магдебург (1393)
- Гебхард фон Шраплау-Алслебен († ок. 1410/1415), господар на Алслебен, женен I. пр. 15 септември 1370 г. за принцеса Агнес II Саксонска-Витенберг († 1356), II. сл. 26 януари 1378 г. за Агнес фон Кверфурт († пр. 1399), III. пр. 1399 г. за Маргарета/Мехтилд фон Мансфелд († ок. 1387/сл.1399), вдовица на граф Гюнтер XIV фон Кефернбург 'Млади' († 1385/1386), дъщеря на Албрехт I фон Мансфелд († 1361/1362) и Хелена фон Шварцбург († 1382)[3]
- София фон Шраплау, господарка на Ветин († сл. 25 юли 1404), омъжена за Лудвиг III фон Ванцлебен († ок. 1419)